# Lijst van burgemeesters van Overschie
Dit is een lijst van burgemeesters van de voormalige Nederlandse gemeente Overschie tot die in 1941 opging in de gemeente Rotterdam.
| Ambtsperiode  | Naam burgemeester                           | Partij of stroming | Bijzonderheden                                                                    |
| ------------- | ------------------------------------------- | ------------------ | --------------------------------------------------------------------------------- |
| 1823? - 1831? | Johannes de Groot Stiffrij                  |                    | tot 1825 schout                                                                   |
| 1832 - 1879   | Jacob Wijnaendts                            |                    | tevens burgemeester van Schiebroek (1850-1879)                                    |
| 1879 - 1884   | Cornelis Jacob Anton Wijnaendts (1841-1921) |                    | tevens burgemeester van Schiebroek (1879-1884)                                    |
| 1884 - 1896   | Johan Hendrik Adolf de Josselin de Jong     |                    |                                                                                   |
| 1896 - 1920   | Jan (J.) Bos                                |                    | tevens burgemeester van Schiebroek (1905-1919), eerder burgemeester van Ammerstol |
| 1920 - 1928   | Evert Gijsbert Konings                      |                    |                                                                                   |
| 1928 - 1941   | Jan Cornelis Baumann                        | CHU                |                                                                                   |